# Schlacht bei Nikopolis
In der Schlacht bei Nikopolis am 25. September 1396 wurde ein großes Kreuzfahrerheer, bestehend vor allem aus ungarischen, französisch-burgundischen und weiteren westeuropäischen Truppen, von der osmanischen Armee unter Sultan Yıldırım Bayezid I. sowie seinen Verbündeten entscheidend geschlagen.

## Vorgeschichte
Seit seiner Thronbesteigung 1387 bemühte sich der ungarische König Sigismund im Abendland um Unterstützung im Kampf gegen die Osmanen, die seit einem halben Jahrhundert stetig nach Norden vorgerückt waren und die ungarische Grenze erreicht hatten. Nach langwierigen Bemühungen auch seitens des Papstes Bonifatius IX. und des Gegenpapstes Benedikt XIII. sammelte sich ein Kreuzzugsheer unter Johann Ohnefurcht und Marschall Boucicaut in Buda. Die mehrheitlich burgundischen Kreuzfahrer marschierten an der Seite des ungarischen Heeres in Bulgarien ein und erreichten am 10. September 1396 Nikopolis, das heutige Nikopol. Zwei Wochen lang berannten sie die Festung vergeblich. Auch die Verstärkung durch die über die Donau angerückten Johanniter wendete das Blatt nicht. Dann erreichte das osmanische Heer von Bayezid I. zusammen mit den Panzerreitern seines serbischen Vasallen Stefan Lazarević Nikopolis.

## Die Schlacht

Karte der Schlacht von Nikopolis mit den Anmarschwegen der beteiligten Heere (bei den Heeresstärken handelt es sich um die in den Quellen genannten Höchstzahlen).

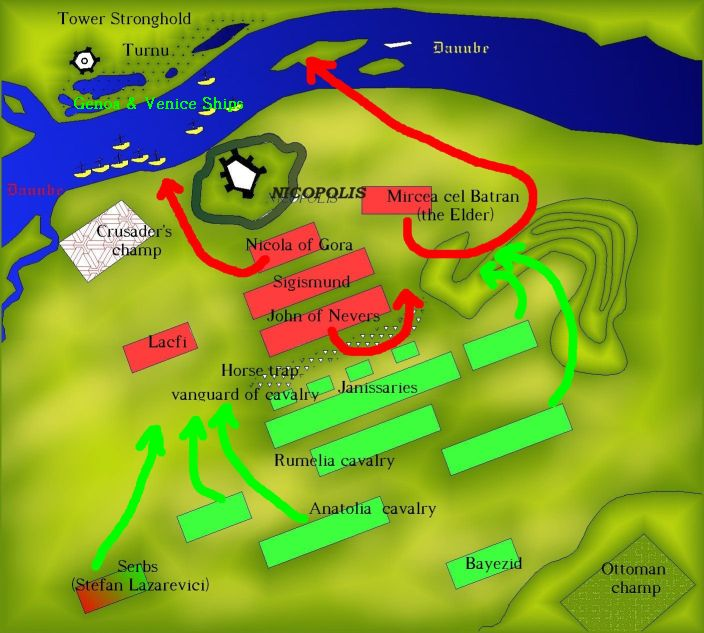
Ablauf der Schlacht bei Nikopolis

Am 25./28. September 1396 standen sich die beiden etwa gleich starken Armeen gegenüber. Sigismund wollte seine Hilfskontingente aus Siebenbürgen und der Walachei in der Vorhut einsetzen, da er deren Kampfmoral niedrig einstufte und sie so besser beobachten konnte. Die französischen Ritter wiesen dies ab und bestanden auf ihrem Vorkampfrecht, das heißt, auf der Ehre, als erste in die Schlacht reiten zu dürfen.
Die schwer gepanzerten Ritter preschten auf das Plateau vor, auf dem Bayezid seine Armee aufgestellt hatte. Sigismund versuchte mit der Infanterie zu folgen. Genau das hatte Bayezid gewollt. Er ließ die in der Vorhut postierten Akıncı, eine leichte und wendige Reiterei seitlich zu den Janitscharen ausweichen und die Ritter durch seine Bogenschützen unter Beschuss nehmen. Sie waren hinter einem mit Pfählen verhauenen Feld postiert, weswegen die Ritter absaßen und zu Fuß weiterkämpften. Trotz ihrer schweren Rüstungen erreichten sie die Bogenschützen und Janitscharen und setzten diesen schwer zu.
Marschall Coucy und Admiral de Vienne versuchten, eine geordnete Kampfformation herzustellen und ermahnten die Ritter, die nachrückenden Ungarn abzuwarten. Diese aber waren bereits von den mit den Osmanen verbündeten serbischen Rittern in die Flucht geschlagen worden. Als die vom Kampf gezeichneten Franzosen versuchten, einen Hügel zu erstürmen, auf dem sie die Reste des türkischen Heeres vermuteten, setzte Bayezid seine schwere Reiterei der Sipahi ein. Mit eingelegter Lanze und in Formation machten sie die einzeln und zu Fuß kämpfenden Ritter nieder. Die siebenbürgischen und walachischen Einheiten desertierten. Die Reihen der Ungarn wurden durch die zurückeilenden Ritter durcheinandergebracht und konnten den Osmanen nicht lange standhalten.
Das christliche Heer befand sich nun in der Zange zwischen den türkischen Sipahi und den serbischen Panzerreitern und verlor die Schlacht. Admiral de Vienne wurde getötet, die Grafen von Nevers, Eu, La Marche und Bar, sowie die Marschälle Boucicaut und Coucy gefangen genommen.
Stefan Lazarević hätte eine passive Neutralität wählen können, wie die Bulgaren es getan hatten. Aber er hasste die Ungarn mehr als die Türken und blieb seinem muslimischen Herrn treu. Sein Eingreifen in einem wichtigen Moment der Schlacht trug zum türkischen Sieg bei. Doch das osmanische Heer erlitt hohe Verluste.

## Folgen
Bayezid ließ viele der gefangenen Kreuzfahrer, für die kein Lösegeld zu erwarten war, töten. Die Quellen sprechen von 300 bis 3.000 Männern. Die Gefangenen von hohem Stand, wie beispielsweise Johann Ohnefurcht und Jean II. Le Maingre, wurden verschont, weil man auf ein Lösegeld hoffen konnte, das von deren Angehörigen in den meisten Fällen auch bezahlt wurde. Die Grafen von Nevers, Eu, La Marche und Bar, sowie die Marschälle Boucicaut und Coucy entgingen dem Massaker, weil sie ein hohes Lösegeld versprachen. Adlige Knappen wie der spätere Reiseschriftsteller Johannes Schiltberger wurden wegen ihrer Jugend verschont. Zahlreiche Flüchtlinge versuchten, auf eigene Faust ihre Heimat zu erreichen, doch kamen viele von ihnen ums Leben. Sigismund und der Großmeister der Johanniter Philibert de Naillac, sowie Johann und Friedrich, Söhne des Nürnberger Burggrafen, konnten mit Hilfe von Hermann II. von Cilli über die Donau fliehen, wobei Johann Sigismund das Leben rettete. Sie nahmen die Seeroute über das Schwarze Meer ins Mittelmeer, da sie fürchteten, vom walachischen Woiwoden Mircea dem Alten gefangen genommen zu werden.

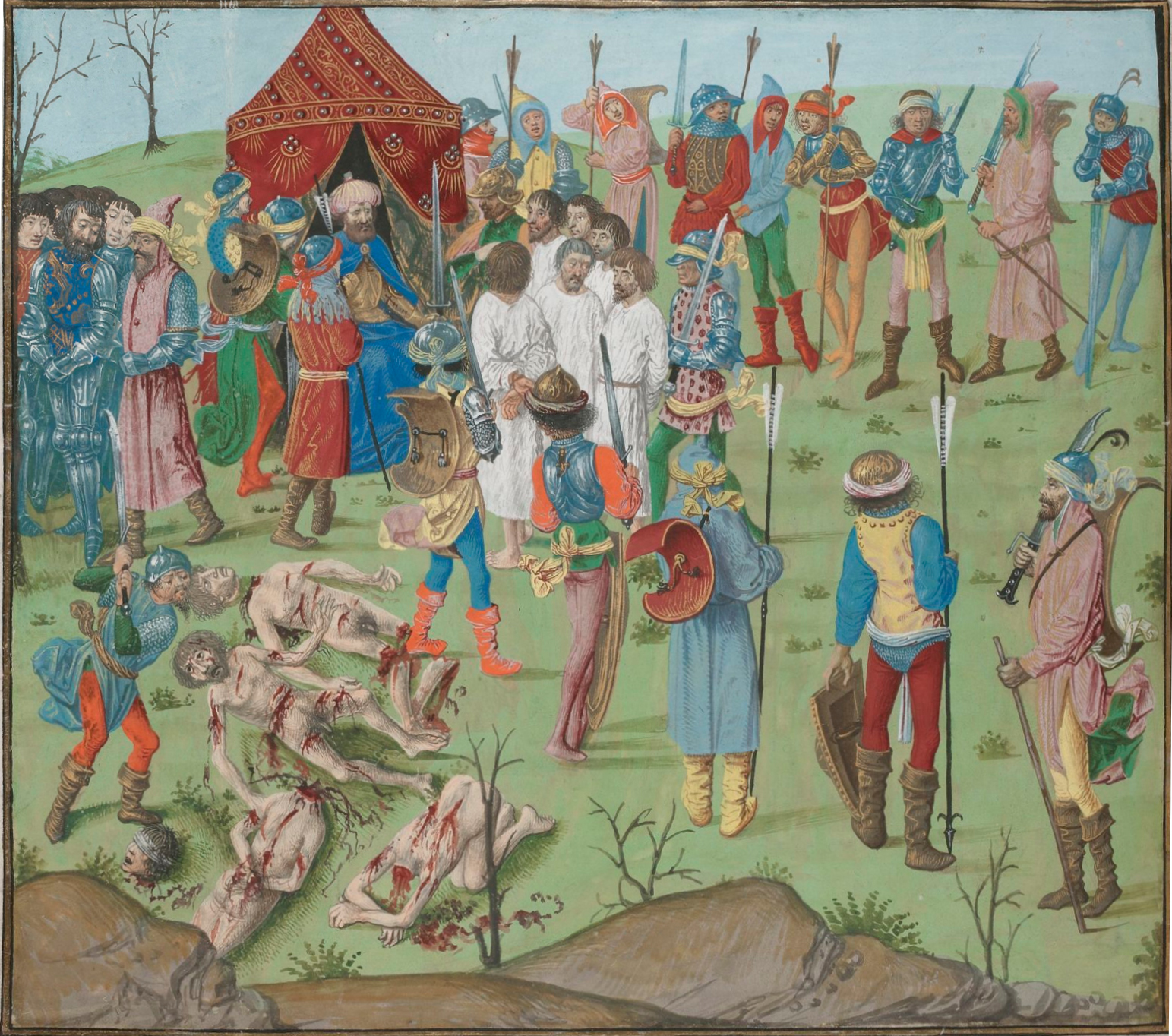
Massaker der Gefangenen nach der Schlacht von Nikopolis (Jean Froissart, Chroniques, Brügge, Handschrift des Ludwig von Brügge, nach 1470)

Die Niederlage der Kreuzfahrer hinterließ im westlichen Abendland einen nachhaltigen Eindruck. Zu einem erneuten Kreuzzug kam es aber nicht. Gründe dafür waren vor allem das Wiederaufflammen des Hundertjährigen Krieges in Westeuropa sowie die Konflikte Sigismunds mit der Republik Venedig und den Hussiten. Die Balkanländer blieben daher in der Abwehr der osmanischen Expansion auf sich allein gestellt.
Aber auch das Osmanische Reich konnte den Sieg nicht ausnutzen, da Sultan Bayezid 1402 in der Schlacht bei Ankara gegen Timur Lenk eine schwere Niederlage erlitt und in Gefangenschaft geriet. Dies leitete eine Periode der Anarchie im Osmanischen Reich ein, die vor allem dem von den Türken hart bedrängten Konstantinopel eine Atempause verschaffte. Erst in den 1440er Jahren unternahm das mittlerweile mit Polen in Personalunion verbundene Königreich Ungarn unter Johann Hunyadi einen erneuten Kreuzzug gegen die Osmanen. Nach den Niederlagen bei Warna (1444) und auf dem Amselfeld (1448) ging die Initiative aber endgültig an die Osmanen über, die bald darauf Konstantinopel einnahmen (1453) und lediglich bei Belgrad (1456) vorübergehend gestoppt werden konnten. Die europäischen Mächte, allen voran das Heilige Römische Reich, welche die Osmanen zu lange nicht als ernstzunehmende Gefahr betrachtet hatten, standen spätestens mit dem Untergang des mittelalterlichen Königreichs Ungarn (1526) vor den Trümmern ihrer das Osmanische Reich betreffenden Politik. In den folgenden Jahrzehnten konnte es nur mehr darum gehen, ein weiteres Vordringen der Osmanen nach Mitteleuropa zu verhindern.